# ويلسون باركر
ويلسون باركر (بالإنجليزية: Wilson Parker)‏ (1 يناير 1909 في المملكة المتحدة - ) هو لاعب كرة قدم بريطاني في مركز حراسة المرمى. لعب مع برادفورد سيتي ونادي كارلايل يونايتد.